# Rehoboth Urbano Est
Il distretto elettorale di Rehoboth Urbano Est è un distretto elettorale della Namibia situato nella Regione di Hardap con 18.035 abitanti al censimento del 2011. Il capoluogo è la città di Rehoboth.
Il distretto comprende la parte della città ad est della strada nazionale B1.